# Скельні туфлі

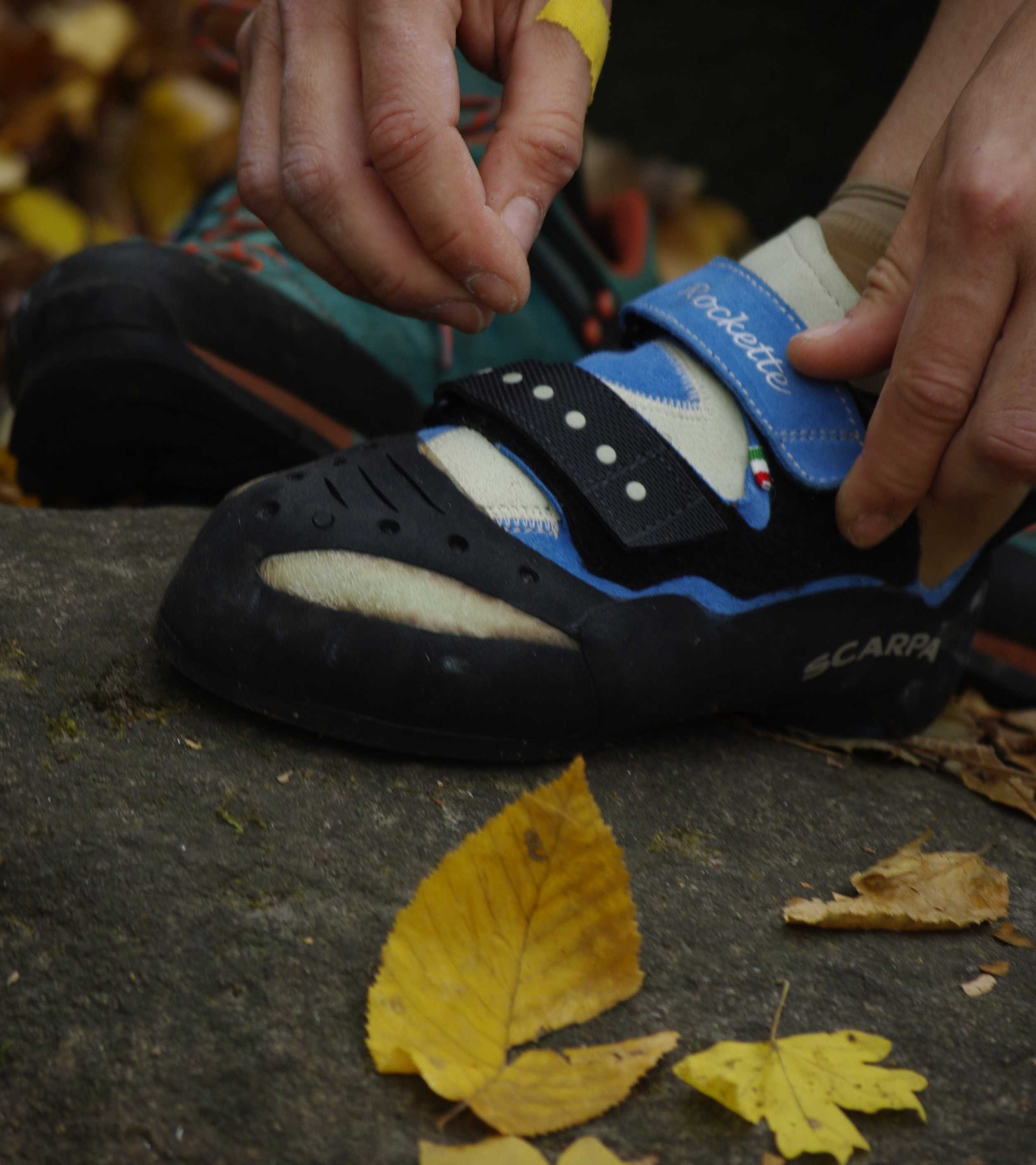
Скельники Scarpa з агресивною асиметричною колодкою.

Скельні туфлі або скельники — це спеціалізований різновид взуття, призначений для скелелазіння. Типові скельники мають щільно сидіти по нозі, мають тверду колодку та гладку і липку гумову підошву з гумовими кантами. Непридатні для ходьби та походів. Зазвичай їх взувають безпосередньо перед пролазом на скелях або на скеледромі.

## Конструкція
Сучасні скельні туфлі зшиваються з великої кількості маленьких деталей, що забезпечує щільну посадку по нозі. Найчастіше у конструкції верха використовується шкіра, інколи тканина чи штучна шкіра.
Натуральна шкіра гарно тягнеться та дихає. Нога в них менше пітніє, тому вони з часом не набувають неприємного запаху. Варто враховувати, що натуральна шкіра може розтягнутися на повний розмір, тому доведеться терпіти деякий час дискомфорт в нових туфлях, поки вони не розтягнуться і не набудуть форми ноги.
Гума для скельників була спеціально розроблена.

## Посадка по нозі
Колодка скельників може мати різний профіль:
- Нейтральний, що забезпечує комфорт нозі за рахунок пласкої підошви. Такі туфлі краще за все підходять для новачків. Також їх застосовують у альпінізмі та при лазінні мультіпітчів, коли довгий час не має можливості зняти спеціальне взуття.
- Помірний з трохи вигнутою підошвою, що дозволяє ефективніше лазити по щілинам та нависанням. Вони також підходять для лазіння мультипітчів, проте їх рідко використовують при лазінні боулдерів.
- Агресивний з сильним вигином підошви та явно вираженою асиметрією. Такі скельники нагадують кіготь хижої птиці та більше підходять для лазіння найскладніших маршрутів та боулдерів як на скелях, так і на скеледромі. Проте, вони швидше зношуються та не підходять для деяких різновидів скелелазіння, наприклад, лазіння по щілинам.[3]

Скельні туфлі мають сидіти дуже тісно для підтримки стопи і можливості ставити ноги на невеликі зачіпки. Здебільшого вони взуваються без шкарпеток задля більш точного прилягання. Внаслідок жорсткості та агресивному профілю колодки професійні та технічні моделі скельників досить незручні, поки не почнеш в них лізти.

## Історія

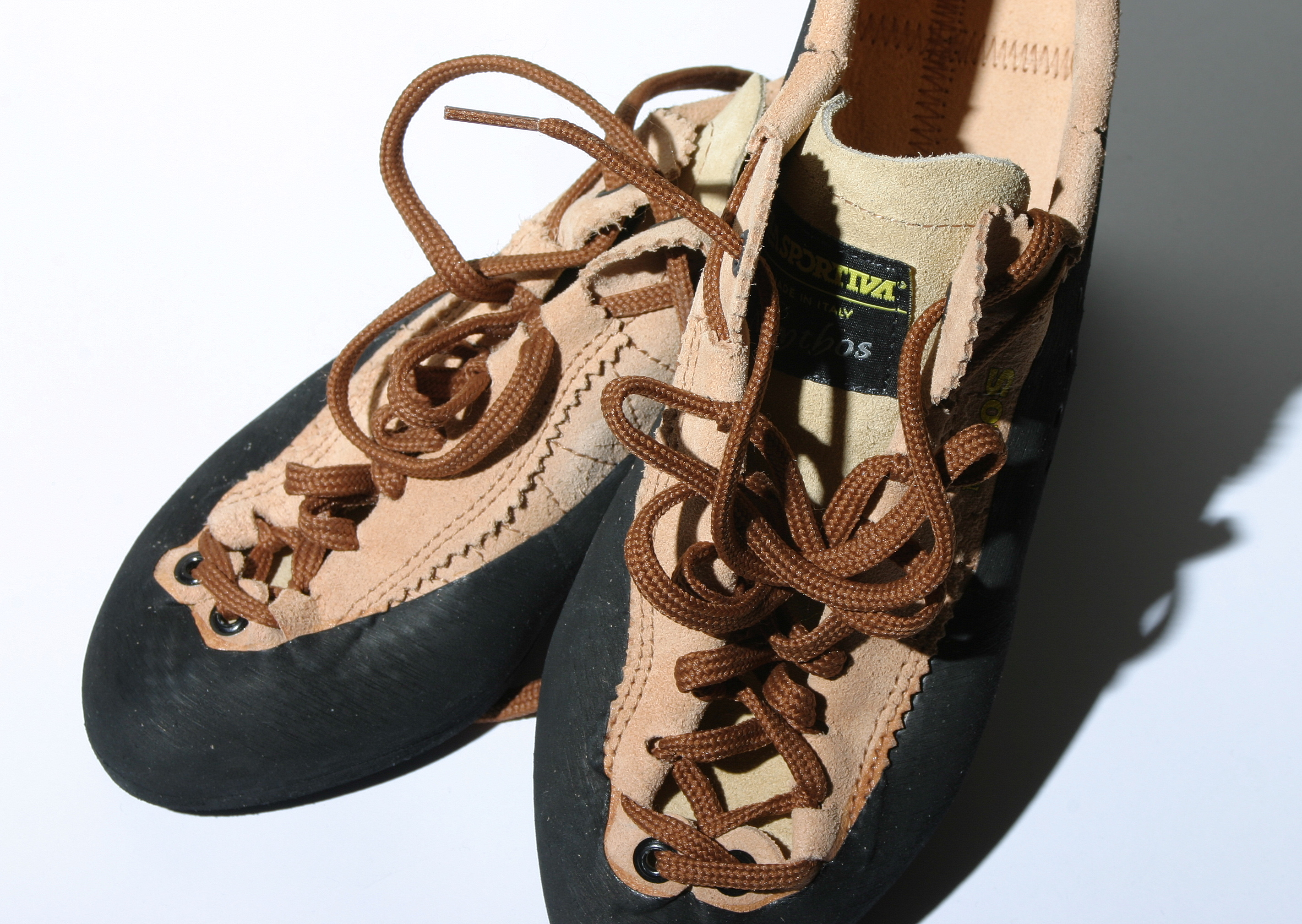
Легендарні Mithos.

Ранні скелелази використовували взуття з важкою підошвою, таке як альпіністські черевики з металевими шипами. Головним удосконаленням стала підошва Vibram, з візерунком з гумових смуг, розроблених Віталем Брамані в Італії в 1930-х роках. У післявоєнній Британії нове покоління альпіністів, таких як Джо Браун, почало лазити складніші маршрути, узуваючи кеди, іноді з вовняними шкарпетками зверху для поліпшення зчеплення. П'єр Аллайн, французький скелелаз, спробував обшити полотняні туфлі додатковими смугами гуми. Це було перше взуття, спеціально виготовлене для скелелазіння. До кінця 1950-х його скельники використовували по всьому світу. В 1950 році французький альпініст Едмонд Бурдонне представив туфлі «ЕВ» після придбання компанії П'єра. Вони мали м'яку гумову підошву і були надзвичайно популярні в 1960 і 1970-х роках.
У 1982 році іспанська компанія Boreal, що розташована у Віллені, виготовила скельні туфлі «Firé» з революційною липкою гумовою підошвою. Проте вони все ще були виготовлені традиційним для взуття клеєним способом, коли верх скріпляється з проміжною підошвою на колодці, шкіра верха загинається та стає першим шаром підошви, на який наклеюються наступні шари. Так виготовляються звичайні черевики.
1985 рік став визначним у виробництві скельних туфель, коли Boreal представили Ninja з більш ергономічним, гнучким та чуттєвим дизайном. Це перші скельники, зроблені клеєно-пришивним методом. Так устілка зшивається з верхом, а потім на цю м'яку конструкцію, якій можна придати різні форми, наклеюється підошва та кант. Характерна ознака такого взуття — шов по всій довжині устілки. Більшість сучасних скельників виготовлена саме в такий спосіб.
В 1991 році компанія La Sportiva випустила свої перші популярні скельники La Mithos, які зберігали оригінальний дизайн протягом більш ніж 25 років. Їх відрізняла шнурівка, яка також проходила через п'ятку. Разом з широким кантом на п'ятці це дозволяло більш активно та технічно використовувати п'ятку.